# Robinson Silva
Robinson Silva é um dançarino e coreógrafo brasileiro, especializado em danças Bachata, Salsa, Zouk Brasileiro e Lambada. Foi o primeiro brasileiro campeão mundial de Bachata, além de ser campeão de Salsa e Zouk Brasileiro. Silva também é criador de uma das companhias de dança mais famosas do Brasil e dos EUA, a OW Dance Company.

## Biografia
Iniciou seus estudos de dança no Centro de Jaime Arôxa Dança em 2004, e completou o curso de professores no 
Rio de Janeiro no ano seguinte. Ele é  Bacharel e licenciada em Educação Física pela Uni FMU em São Paulo.  Especializado em danças latinas estudando no Brasil, EUA e Colômbia. Em 2014 formou sua parceria na dança de salão com Larissa Oliveira, começando a participar de competições nacionais e internacionais, acumulando um total de 10 títulos. Eles continuam invictos nas competições nacionais.Atualmente ensina salsa, bachata, zouk e lambada junto com seu parceiro em congressos no Brasil e no exterior.  Juntos eles criaram o Projeto da Cia OW Companhia de Dança e com ele foram Campeão Brasileiro e Sul-Americano de Salsa em 2019.Participou de importantes programas do Televisão e meios de comunicação brasileiros impressos, entre eles: Encontro com Fátima Bernardes /Rede Globo, Esporte Fantástico/TV Record, Programa Silvio Santos/SBT, Você Bonita/TV Gazeta,Revista da Cidade/Tv gazeta ,Revista Acontece -Titulo Mundial de bachata ,Brazilian times entre outros.Proferiu palestras sobre História da Dança em Faculdades Uni FMU, Unip e Uniban.

## Referencias
1. ↑  Assistir Encontro com Fátima Bernardes - Fátima Bernardes e Fernanda de Freitas dançam salsa online | Globoplay, consultado em 9 de setembro de 2024
2. ↑  «Dançarinos ou atletas? Casal mostra a preparação para a disputa mundial de salsa». Record. 22 de julho de 2017. Consultado em 9 de setembro de 2024
3. ↑  Gazeta, T. V. «O Melhor da Dança Latina + Brasil Latin Open». TV Gazeta - Você por perto. Tudo certo!. Consultado em 9 de setembro de 2024
4. ↑  Ferreira, Lu (9 de junho de 2022). «Brasileiros ganham título mundial de bachata nos EUA». Acontece. Consultado em 9 de setembro de 2024
5. ↑  «Brasileiros ganham título mundial de bachata nos EUA». Brazilian Times. Consultado em 9 de setembro de 2024

## Premios e Competições
The Summit Championship – Champion Bachata Professional Cabaret category (2022)
Brasil Latin Open – Champion Professional Bachata category (2019)
Tropical Dance Competition – Showcase category champion (2018)
Cali Salsa World Cup - 3rd place Salsa Cabaret category (2017)
The World Games Wroclaw - Brazilian representative in the Latin dance category
(2017)
World Latin Dance Cup (Salsa World Cup) – Runner-up in the Salsa Cabaret category (2016)
Brasil Latin Open – Professional Salsa category champion (2014, 2015, 2016 and 2017)
Salsa Open Puerto Rico (Salsa World Championship) – Finalist at the World Championships (2014, 2015 and 2016)
Rey Castro Salsa Competition – 1st place All Stars category (2014 and 2015)
Presentations on Costa Cruises ships
Presentation at Latin Culture Week (2015 and 2016)